# طربيد مارك 45
طربيد مارك 45 هو طوربيد نووي موجه من الغواصات البحرية صممه سلاح البحرية الأمريكي للاستخدام ضد غواصات العدو عالية السرعة والغوص العميق. تم تزويد الطوربيد برأس حربي نووي دبليو 34. تم الانتهاء من التصميم في عام 1960 وتم بناء 600 طوربيد بين عامي 1963 و 1976 وتم استبدالها بطوربيد مارك 48.

## التصميم
يبلغ طول هذا الطوربيد 580 انش ووزنه 2400 رطل (1100 كجم). كان الطوربيد يستهدف من 5 إلى 8 أميال (من 8.0 إلى 12.9 كم) من خلال استبدال الرأس الحربي النووي وإزالة أنظمة توجيه الأسلاك حيث يمكن إعادة تشكيل الطوربيد من أجل إطلاق غير موجه ضد الأهداف السطحية.

## التاريخ
بدأ إنتاج الطوربيد في عام 1959 ودخل الخدمة 1960. تم صناعة ما يقرب من 600 طوربيد بحلول عام 1976 عندما تم استبدال الطوربيد بواسطة طوربيد مارك 48.